# ميغيل غوتيريز (لاعب كرة قدم مواليد 2001)
ميغيل غوتيريز أورتيغا (بالإسبانية: Miguel Gutiérrez Ortega؛ مواليد 27 يوليو 2001) هو لاعب كرة قدم إسباني يلعب في مركز الدفاع مع نادي جيرونا في الدوري الإسباني.

## مسيرته الكروية
ولد غوتيريز في مدريد، إسبانيا، وقد تدرب على يد نادي خيتافي قبل انضمامه إلى ريال مدريد في 2011. في يوليو 2017، كان مدرب مانشستر يونايتد آنذاك جوزيه مورينيو مهتمًا بالتعاقد مع الإسباني الشاب، لكن اللاعب البالغ من العمر 16 عامًا قرر في النهاية البقاء في ريال مدريد.
خلال صيف 2019، تم تصعيد غوتيريز إلى الفريق الأول من قبل المدرب زين الدين زيدان للمشاركة في كأس أودي، بعد إصابة الوافد الجديد فيرلاند ميندي. وكان أول لاعب من مركز تدريب تابع لريال مدريد من مواليد 2001 ينضم إلى الفريق الأول.
شارك لأول مرة مع ريال مدريد في 21 أبريل 2021، حيث دخل كبديل في الفوز 3–0 على قادش. جاءت مشاركته الأولى كأساسي في 15 مايو 2021، بفوزه 4–1 على غرناطة.

## الإحصائيات
آخر تحديث 28 أغسطس 2021.
| النادي            | الموسم   | الدوري                           | الدوري | الدوري  | الكأس  | الكأس   | قاري   | قاري    | أخرى   | أخرى    | المجموع | المجموع |
| النادي            | الموسم   | الدرجة                           | الظهور | الأهداف | الظهور | الأهداف | الظهور | الأهداف | الظهور | الأهداف | الظهور  | الأهداف |
| ----------------- | -------- | -------------------------------- | ------ | ------- | ------ | ------- | ------ | ------- | ------ | ------- | ------- | ------- |
| ريال مدريد كاستيا | 2020–21  | الدوري الإسباني الدرجة الثانية ب | 14     | 1       | —      | —       | —      | —       | —      | —       | 14      | 1       |
| ريال مدريد        | 2020–21  | الدوري الإسباني                  | 6      | 0       | —      | —       | 0      | 0       | —      | —       | 6       | 0       |
| ريال مدريد        | 2021–22  | الدوري الإسباني                  | 1      | 0       | 0      | 0       | 0      | 0       | 0      | 0       | 1       | 0       |
| ريال مدريد        | المجموع  | المجموع                          | 21     | 1       | 0      | 0       | 0      | 0       | 0      | 0       | 21      | 1       |
| الإجمالي          | الإجمالي | الإجمالي                         | 21     | 1       | 0      | 0       | 0      | 0       | 0      | 0       | 21      | 1       |

## وصلات خارجية
- ميغيل غوتيريز  على سكروي